# 松下仁美
松下 仁美（まつした ひとみ、8月13日 - ）は、スピリチュアル系の著作家、レイキ講師、ナチュラリスト、アロマテラピーやハーブ料理の講師。
福岡県出身、バリ島在住。バリ島へ移住し、オーガニック食品店を開いた。

## 著書
2006年
- 「プチスピ—スピリチュアルな世界がわかる7つのレッスン」（アルマット）

2007年
- 「レイキ—宇宙を味方につけるスピリチュアル・メソッド」（アルマット）

2009年
- 「ママと赤ちゃんのヒーリング・ブック」（CD付）（PHP研究所）
- 「宇宙を見方を味方につけるとっておきの方法」（PHP研究所）
- 「水晶の本—あなたを守り、幸せにするクリスタル・パワー 効能・選び方・使い方BOOK」（アルマット）

2010年
- 「一生使える! オーラの本」（PHP研究所）
- 「ハッピークリアリング」（アルマット）

2011年
- 「幸せを引き寄せる7つのスピリチュアル・メソッド」（アルマット）

2013年
- 「宇宙から幸せを引寄せる「魔法の選択〜Happy Chice〜」」（アルマット）
- 「地球ランドの幸せルール〜宇宙法則とハッピーチョイス〜」（ナチュラルスピリット）

2015年
- 「オーラの教科書」（アルマット）

2018年
- 「バリ島のミラクルであなたのチャクラはもっと輝く！」（ヴォイス）

2021年
- 「マンガ版　バリ島のミラクルであなたのチャクラはもっと輝く！」（Jパブリッシング）